# Béte Mikaél
Cette page contient des caractères éthiopiques. En cas de problème, consultez Aide:Unicode ou testez votre navigateur.
Bete Mikaél (ቤተ ሚካኤል en amharique) est une église éthiopienne orthodoxe située à Lalibela, dans la région Amhara, en Éthiopie. Elle est une des églises rupestres de la ville et fait partie du groupe septentrional.
Selon certains auteurs, Bete Mikaél et Bete Debre Sina sont un seul et même édifice, "Debra Sina" étant le nom ancien. 
Pour d'autres, il semble que Quddus Mikaël et Bete Golgota-Selassié, forment un ensemble de trois édifices imbriqués auquel il faut ajouter le "tombeau d'Adam" et d'autres cryptes et caves.

## Description
L'église se dresse parallèlement à Bete Debre Sina, le mur Ouest est l'unique jouxtant la tranchée.
Divers types de fenêtres sont visibles. Le premier type est composé de lucarnes en croix grecques, trois sur la nef Nord et deux sur la nef Sud ; au-dessus de ces fenêtres, on aperçoit une ouverture semi-circulaire de style axoumite.

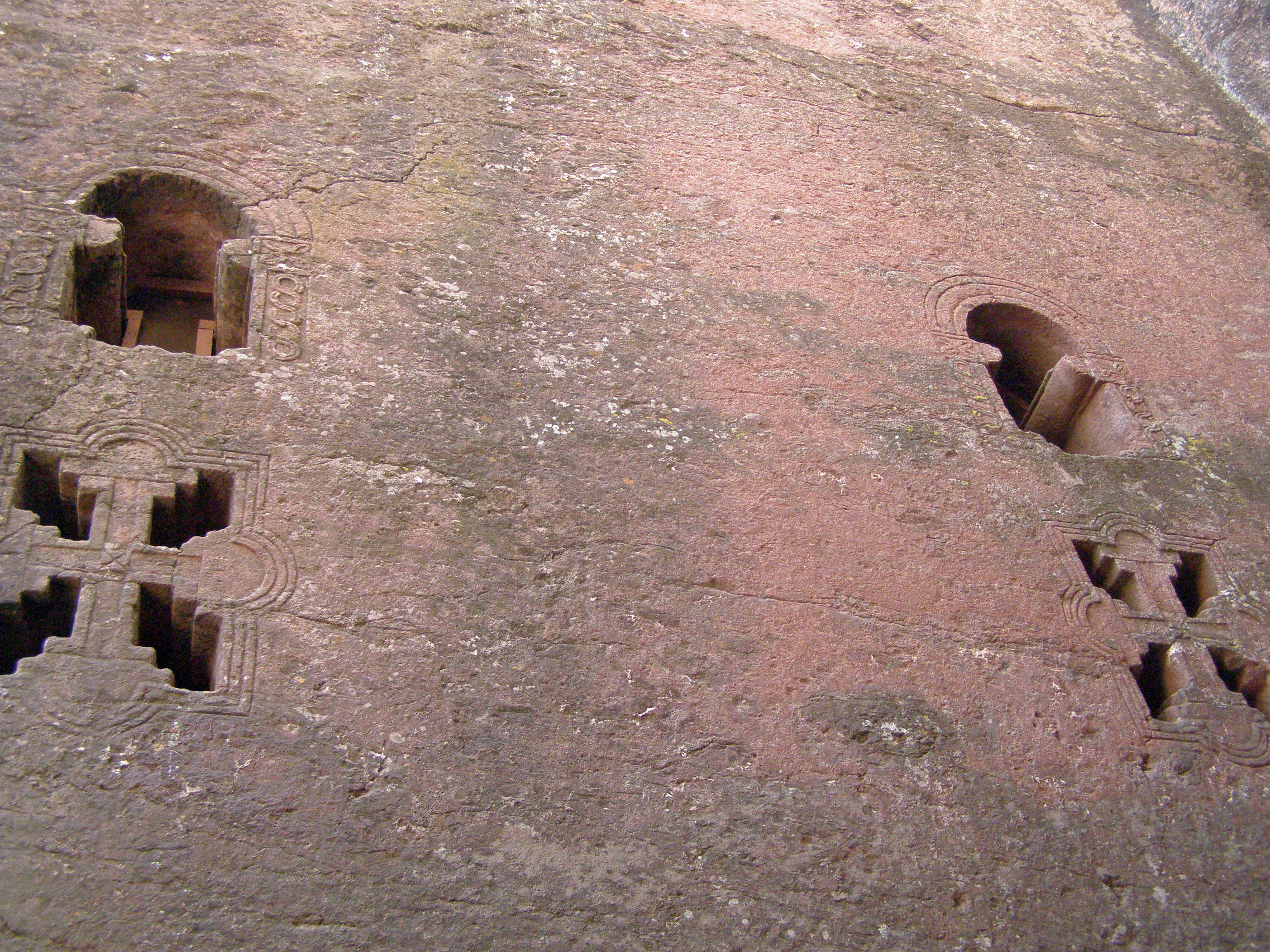

L'intérieur de l'église est rectangulaire avec un élargissement à l'Est. Deux nefs de largeur différente et divisées en quatre travées sont séparées par trois piliers cruciformes. La nef Sud mesure 2,50 mètres de large, l'autre mesure 3,50 mètres. L'intérieur mesure 10,70 mètres, environ 6 mètres de large et 4,40 mètres de haut. Les piliers extérieurs mesurent entre 0,80 mètre et 1 mètre.
Les arcs sont soutenus par des impostes ; la nef est plus large et les arcs transversaux enjambant la nef Nord sont surbaissés. Une corniche décore les murs s'étendant entre les impostes. Des niches de forme rectangulaire et des lucarnes cruciformes sont visibles sur le mur Ouest. La petite cella de Iyesus mesure 2 mètres par 1,30 mètre et a sans doute été taillée après l'église. 
L'entrée principale de Bete Mikael donnait dans la travée Ouest dans l'axe de la porte Sud de Bete Debre Sina; une autre entrée a été taillée ultérieurement dans la troisième travée.
Les figures de sept saints sont sculptées en relief dans les niches des murs Nord, Sud et Est, leur taille est plus grande que nature :
- sur le mur Nord : Gebre Kristos, Étienne et Michel ;
- sur le mur Sud : Jean, Tcherkos et Georges ;
- sur le mur Est : Marie.

Les formes sont rigides, le modèle est conçu pour une vision frontale. À l'exception de Tcherkos, tous les saints ont un capuchon, ils tiennent tous dans la main gauche un rouleau de parchemin ou un livre et dans la main droite, un bâton en forme de croix. Ils mesurent tous 3 m de haut sauf Tcherkos qui mesure 2,20 m de haut; au-dessus de la figure, une fenêtre donne sur Debre Sina. 
Il est probable que les inscriptions dans les encadrements ont été élaborées plus tard. En partie à cause de l'érosion, les figures des murs Nord et Est sont moins bien conservées.
Deux anges se trouvent de part et d'autre d'un tombeau en haut-relief, à l'intérieur de ce tombeau, on aperçoit le corps du Christ. Dans la travée Nord-Est est sculptée une statue de Marie.
Le tombeau du roi Gebre Mesqel Lalibela se trouverait sous une dalle de pierre dans la troisième travée Nord. On ne sait pas si au-dessous se trouve une crypte ou un tombeau rupestre.
Le mur est interrompu par une porte qui mène vers la chapelle Bete Gologota-Selassié.